# Fuori come va? Tour
Fuori come va? Tour è un tour del cantante italiano Luciano Ligabue svolto da novembre 2002 a marzo 2003 in diversi palasport d'Italia. Tra il 2002 e il 2003 Ligabue suona più di 100 concerti in circa 9 mesi di tour invernale (subito dopo il tour estivo "LigaLive" nei maggiori stadi d'Italia), spesso con due concerti per ogni città e due spettacoli diversi. Uno, in teatro, con arrangiamenti acustici dal nome Ligabue in teatro e un altro nei palazzetti a grande richiesta con il live elettrico come quello del tour estivo.

## Band
- Federico Poggipollini: chitarra
- Mel Previte: chitarra
- Fabrizio Simoncioni: tastiere
- Antonio Righetti: basso
- Roberto Pellati: batteria

## Date
- 15 novembre 2002, Torino, PalaStampa
- 16 novembre 2002, Torino, PalaStampa
- 19 novembre 2002, Treviglio, Palasport
- 23 novembre 2002, Varese, Palaignis
- 26 novembre 2002, Parma, Palasport
- 30 novembre 2002, Pesaro, BPA Palas
- 5 dicembre 2002, Genova, Palasport
- 10 dicembre 2002, Trieste, PalaTrieste
- 12 dicembre 2002, Trento, Teatro Sociale
- 14 dicembre 2002, Trento, Palasport
- 17 dicembre 2002, Cuneo, Palasport
- 18 dicembre 2002, Cuneo, Palasport

- 22 gennaio 2003, Treviso, PalaVerde
- 25 gennaio 2003, Cantù, PalaOregon
- 28 gennaio 2003, Brescia, Palafiera
- 31 gennaio 2003, Arezzo, Centro affari
- 4 febbraio 2003, Castel Morrone, PalaMaggiò
- 7 febbraio 2003, Reggio Calabria, Palapentimele
- 11 febbraio 2003, Palermo, Palasport
- 14 febbraio 2003, Acireale, Palasport
- 18 febbraio 2003, Bari, PalaFlorio (data cancellata)
- 19 febbraio 2003, Andria, Palasport
- 22 febbraio 2003, Ancona, PalaRossini
- 23 febbraio 2003, Firenze, Saschall
- 25 febbraio 2003, Eboli, PalaSele
- 1º marzo 2003, Bassano del Grappa, Palasport
- 4 marzo 2003, Casalecchio di Reno, PalaMalaguti
- 7 marzo 2003, Montecatini Terme, Palaterme

## Scaletta
1. Nato per me
2. Bambolina e barracuda
3. I "ragazzi" sono in giro
4. Voglio volere
5. Ho perso le parole
6. Si viene e si va
7. Quella che non sei
8. Libera uscita
9. Eri bellissima
10. Ti sento
11. A che ora è la fine del mondo?
12. L'odore del sesso
13. Piccola stella senza cielo
14. Libera nos a malo
15. Non è tempo per noi
16. Questa è la mia vita
17. Tutti vogliono viaggiare in prima
18. Balliamo sul mondo
19. Tra palco e realtà

Bis:
1. Certe notti
2. Il mio nome è mai più
3. Urlando contro il cielo

La scaletta si riferisce al concerto al Palasport di Andria, 18 febbraio 2003. Possibili alcuni piccoli cambiamenti tra una data e l'altra.
In alcuni concerti ad aprire lo show c'erano "Figlio d'un cane"-"Il campo delle lucciole".